# Soběšovice (Chrášťany)
Soběšovice (Duits: Sobischowitz of Sobischowitz in Böhmen) is een Tsjechische plaats in de gemeente Chrášťany, regio Midden-Bohemen, en maakt deel uit van het district Benešov. Het dorp ligt op ongeveer 3 kilometer afstand van Chrášťany en op ongeveer 10 kilometer afstand van de stad Benešov.
Soběšovice telt 31 inwoners (2021).

## Geografie
Soběšovice ligt aan de samenloop van de Tloskovský- en Janovickýbeek.

## Geschiedenis
De eerste schriftelijke vermelding van het dorp dateert van 1310.
Tijdens de Tweede Wereldoorlog maakte Soběšovice deel uit van het militaire oefenterrein van de SS Benešov. De inwoners moesten op 1 april 1943 noodgedwongen verhuizen en konden pas na de oorlog weer terugkeren. In 1949 werd Soběšovice, samen met Chrášťany, ingedeeld bij het district Benešov.

## Verkeer en vervoer

### Autowegen
De regionale wegen 10513 en 10614 komen samen in Soběšovice.

### Spoorlijnen
Er is geen station in Soběšovice. Het dichtstbijzijnde station is in Benešov, op zo'n acht kilometer afstand.

### Buslijnen
Er is één bushalte in het dorp:
| Halte                 | Lijn    | Traject                                              | Vervoerder   |
| --------------------- | ------- | ---------------------------------------------------- | ------------ |
| Chrášťany, Soběšovice | 438 753 | Hradištko - Netvořice (- Benešov) Neveklov - Benešov | CŠAD Benešov |

## Bezienswaardigheden
- Monumentale boerderij op nr. 1;
- Dorpskapel.

## Galerij

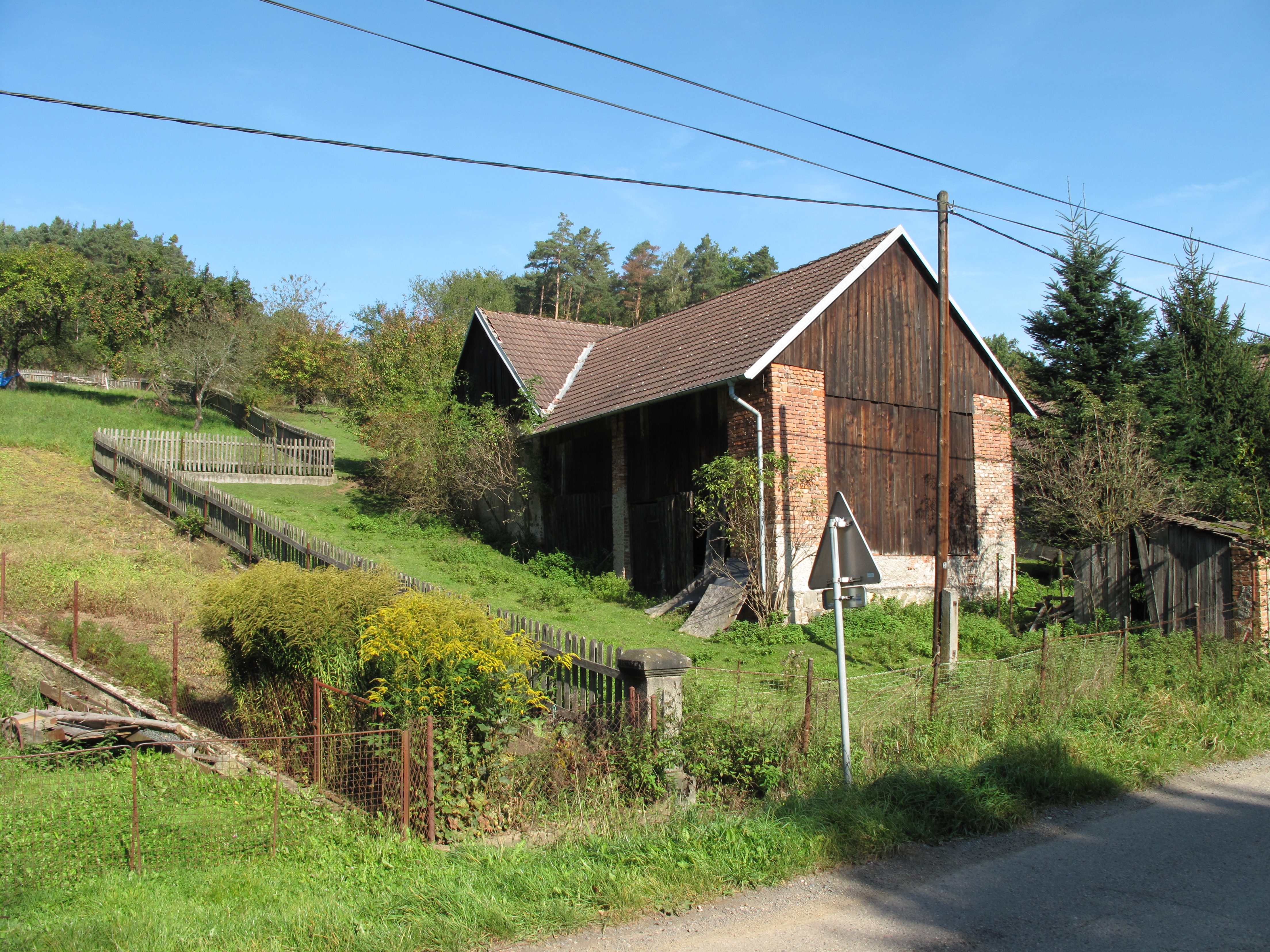
Boerderij in het dorp (2014)
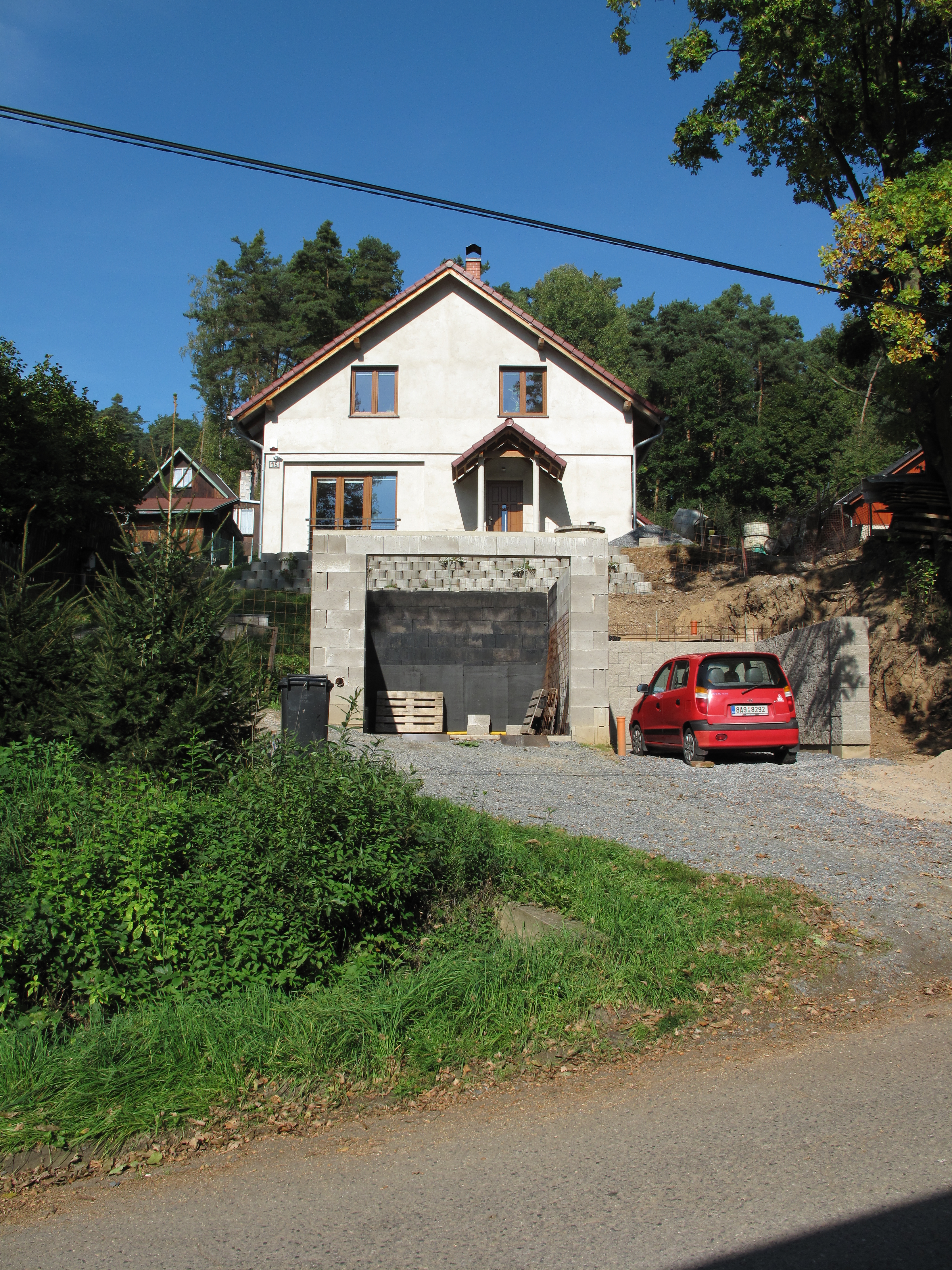
Huis in het dorp (2014)
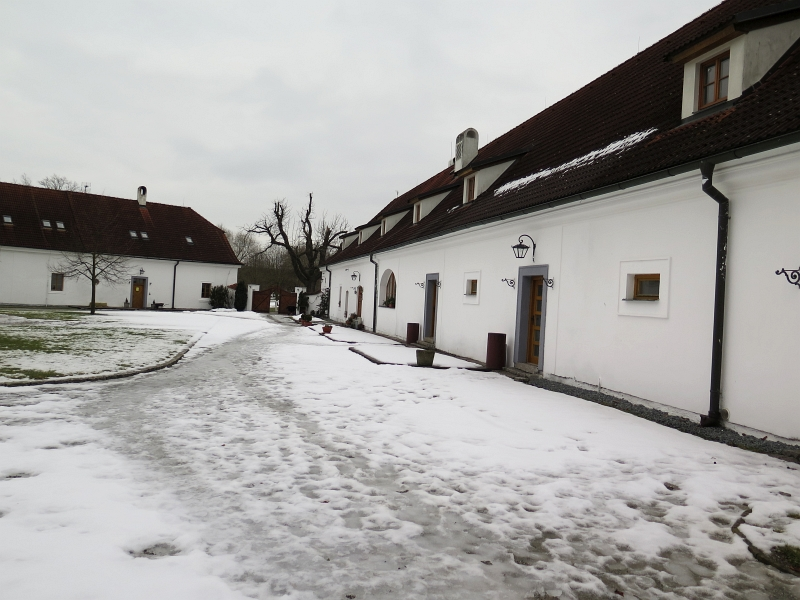
Monumentale boerderij (2017)